# Wilhelm Bleyer
Wilhelm Bleyer (* 3. Mai 1902 in Tollinggraben; † 21. August 1979 in Leoben) war ein österreichischer Politiker (ÖVP) und Metallarbeiter. Er war von 1945 bis 1962 Abgeordneter zum Nationalrat.
Bleyer arbeitet bis zu seinem 17. Lebensjahr in der Landwirtschaft und wurde danach Schmiedhelfer beim Bergbau Tollinggraben. Ab 1921 arbeitete er als Verschieber bei den ÖBB und trat 1927 in den Dienst des Hüttenwerks Donawitz, wo er als Hilfsarbeiter, Walzer und Vorarbeiter tätig war. Bleyer engagierte sich ab 1924 als Mitglied des Christlichen Arbeiterbundes und fungierte zwischen 1935 und 1938 als Obmann der Metallarbeitergewerkschaft Donawitz. Nach der Machtübernahme der Nationalsozialisten wurde er 1938 in einen mehrwöchigen Arrest in Leoben genommen. Bleyer organisierte in der Folge die Widerstandsbewegung im Gebiet von Donawitz. Nach dem Zweiten Weltkrieg vertrat er die ÖVP zwischen dem 19. Dezember 1945 und dem 14. Dezember 1962 im Nationalrat.

## Auszeichnungen
- 1955: Großes Silbernes Ehrenzeichen für Verdienste um die Republik Österreich[1]